# Йосиф Їречек
Йо́сиф Ї́речек, або Йозеф Їречек (чеськ. Josef Jireček; 9 жовтня 1825, Високе Мито — 25 листопада 1888, Прага) — чеський філолог і політичний діяч. Співредактор шкільних підручників для всіх народів Австрії. Був зятем відомого славіста Павла Шафарика.
1859 року запропонував українську латинську абетку на основі чеського правопису.

## Біографія
Народився у місті Високе Мито. 1850 року вступив до Празького бюро освіти. 1871 року став міністром департаменту при Гогенварті. Його намагання зберегти рівні права для слов'янських народів поставили його в немилість до німців. 1878-го став учасником Богемського Ландтагу, а в 1879 — Австрійського Райхсрату.
Помер у Празі 25 листопада 1888 року.
В 1862 році він та його брат Герменегілд боролися за захист геніальності Кенігінхофського Манускрипту, знайденого Вацлавом Ганкою.
Йозеф Їречек виклав чеською мовою антологію чеською літератури (тритомник 1858—1861), біографічний щоденник чеських письменників (2 томи 1875—1876), чеську гімнологію, видання чеської граматики Яна Благослава та робіт його тестя Павла Йозефа Шафарика.
Його заслуги як вченого були помічені у 1875 на виборах до Королівської Спільноти Наук Богемії.

## Українська латинка Їречка

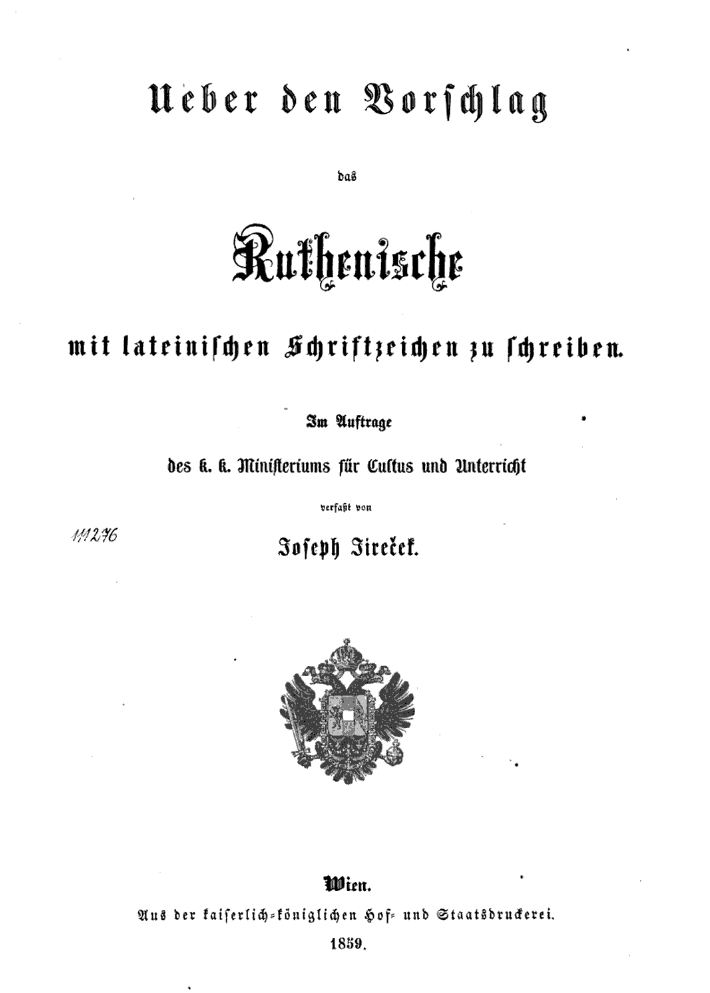
«Пропозиція» Їречека (видана 1859 року у Відні), в якій він запропонував свій проект латинської абетки для української (руської) мови.

Їречек виявив зацікавлення до слов'янських мов та слов'янської філології, підтримував особисті контакти з багатьма діячами слов'янської науки, культури та освіти в Австрійській імперії. Загалом Їречек непогано орієнтувався у сучасній йому україністиці, вивчив наявні описові граматики української (руської) мови. Практичні уроки української мови він брав у Богдана Дідицького. Визнаючи існування макаронічного галицько-українського різновиду письмової мови, так званого язичія, Їречек вважав, що при всій нестабільності його норм, некодифікованості, плутанині у правописі та граматиці, далі подібна мова як сучасний комунікативний інструмент існувати не може. Через це він писав: «Цій біді можна запобігти тільки пристосувавши кириличну абетку спеціально до потреб цієї мови, чи прийнявши латинську абетку, здійснивши в ній відповідні зміни». А оскільки, на думку Їречка, «…кириличну абетку приспособити до потреб живої руської мови вже не можна, оскільки вона підходить тільки до мертвої церковнослов'янської мови, то значно простіше та легше перейти на латиницю, пристосувавши її спеціальним чином до руської мови». Як позитивний досвід він навів приклади використання латинського письма у слов'ян: чехів, хорватів, словенців та поляків.
Розгортаючи власну концепцію необхідності переведення галицько-української писемності на латинську графіку, Їречек зробив таке узагальнення: «У латинському письмі здоровий розвиток української писемності знайде міцну опору. Доти, поки русини будуть писати та друкувати кирилицею, у них буде проявлятися ухил до церковно-слов'янщини, а опосередковано й до „російщини“. Саме ж існування української писемності буде під знаком запитання».
Їречек уклав на основі чеського правопису латинську абетку для української мови. Свою працю Їречек опублікував 1859 року, проте йому так і не вдалося переконати більшість української інтелігенції у доцільності саме цієї абетки. Спроба її реалізації, здійснена намісником Галичини Аґенором Ромуальдом Ґолуховським, провалилася, а суперечки з цього приводу увійшли в історії під назвою «азбучна війна».

## Цитата
| Ліві лапки | Здоровий розвій руської літератури знайде в ужитті латинського письма найсильнішу підпору. Доки русини пишуть і друкують кирилицею, буде в них усе виявлятися нахил до церковнослов’янщини, а посередньо також до російщини, і само існування руської літератури буде попросту питанням. | Праві лапки |